# Débat inné et acquis
En psychologie, le débat inné/acquis porte sur la part respective, dans les composantes psychologiques et les comportements d'une personne, de ce qui relève  de l'inné (ce avec quoi elle est née, ses gènes, son développement cérébral normal, etc.) et de ce qui relève de l'environnement (la culture, la famille, les interactions sociales, etc.), c'est-à-dire l'acquis. 
Inscrit dans le plus vaste débat entre nature et culture, ceci inclut des questions assez abstraites, par exemple, savoir si l'humain a spontanément des notions de justice, de propriété, de croyance en une ou des entités supérieures. Cette question est posée dès l'Antiquité. Elle est liée à l'existence (ou non) d'une forme d'instinct chez l'humain, et à la meilleure forme que l'apprentissage et l'éducation peuvent prendre : s'il y a de l'inné, alors il convient de le détecter chez le jeune et d'en tenir compte (avec une éducation adaptée); s'il n'y a pas d'inné, il suffit de lui inculquer les traits désirés et cela peut être fait de la même façon pour tous.
Entre l'innéisme radical et l'environnementaliste, existe un compromis interactionniste.
Aucun penseur n'a jamais estimé que la part d'acquis était nulle[réf. nécessaire]. La culture va, au moins, donner forme à la notion d'inné. En revanche, John Locke et ses successeurs exposeront l'idée que l'humain est essentiellement une page blanche, une tabula rasa, sans aucun instinct ni tendances propres : seules l'éducation et les interactions sociales importent, et tout humain placé dans les mêmes conditions finirait par se comporter de la même façon. Cette conception ne prend son essor qu'avec John Broadus Watson et son béhaviorisme pur, jusqu'à devenir dominante à la moitié du XXe siècle avec par exemple Ashley Montagu et sa négation pure et simple de la moindre part d'hérédité ou, dans le domaine social, le pur déterminisme social. Cette position, paradoxalement créationniste (sans hérédité, il n'y a plus de possibilité d'évolution), régresse à la fin du XXe siècle en faveur d'une vision où ces deux approches ne sont en réalité pas exclusives : il n'y a plus opposition entre la nature et la culture, l'inné et l'acquis, mais interaction constructive, contribuant chacun à la psychologie de la même manière que la longueur et la largeur contribuent chacun à la surface d'un rectangle.

## Débat Chomsky / Piaget
Le débat inné/acquis a été rendu populaire par le linguiste Noam Chomsky et le psychologue Jean Piaget, notamment lors d'un débat sur l'origine de la pensée en octobre 1975, à Royaumont (Val-d'Oise). Chomsky soutient que l'acquisition du langage chez l'enfant est innée grâce à la maturation biologique et la Grammaire universelle, position du Nativisme (psychologie); tandis que Piaget soutient une acquisition par différents stades avec des capacités cognitives en partie innées; ceci correspond à la thèse constructiviste de l'épistémologie génétique.